# لانسينغ كامبل
لانسينغ كامبل (بالإنجليزية: Lansing Campbell)‏ هو كاتب للأطفال أمريكي، ولد في 3 مارس 1882، وتوفي في 26 مايو 1937.